# Sarkophag Ludwigs des Deutschen
Der Sarkophag Ludwigs des Deutschen ist ein Sarkophag, der einen vornehmen Toten aufbewahrt. Es kann aber nicht mehr mit Sicherheit bestimmt werden, ob es sich bei dem Toten um Ludwig den Deutschen, seinen Sohn Ludwig den Jüngeren oder seinen Enkel Hugo handelt. Der Sarkophag stammt aus der zweiten Hälfte des 9. Jahrhunderts und ist eine der bedeutendsten bildhauerischen Zeugnisse der Karolingerzeit. Er befand sich auf dem Gelände der ehemaligen Königsgruft des Klosters Lorsch und wird heute im gegenüber der Königshalle liegenden ehemaligen Kurfürstlichen Haus gezeigt.

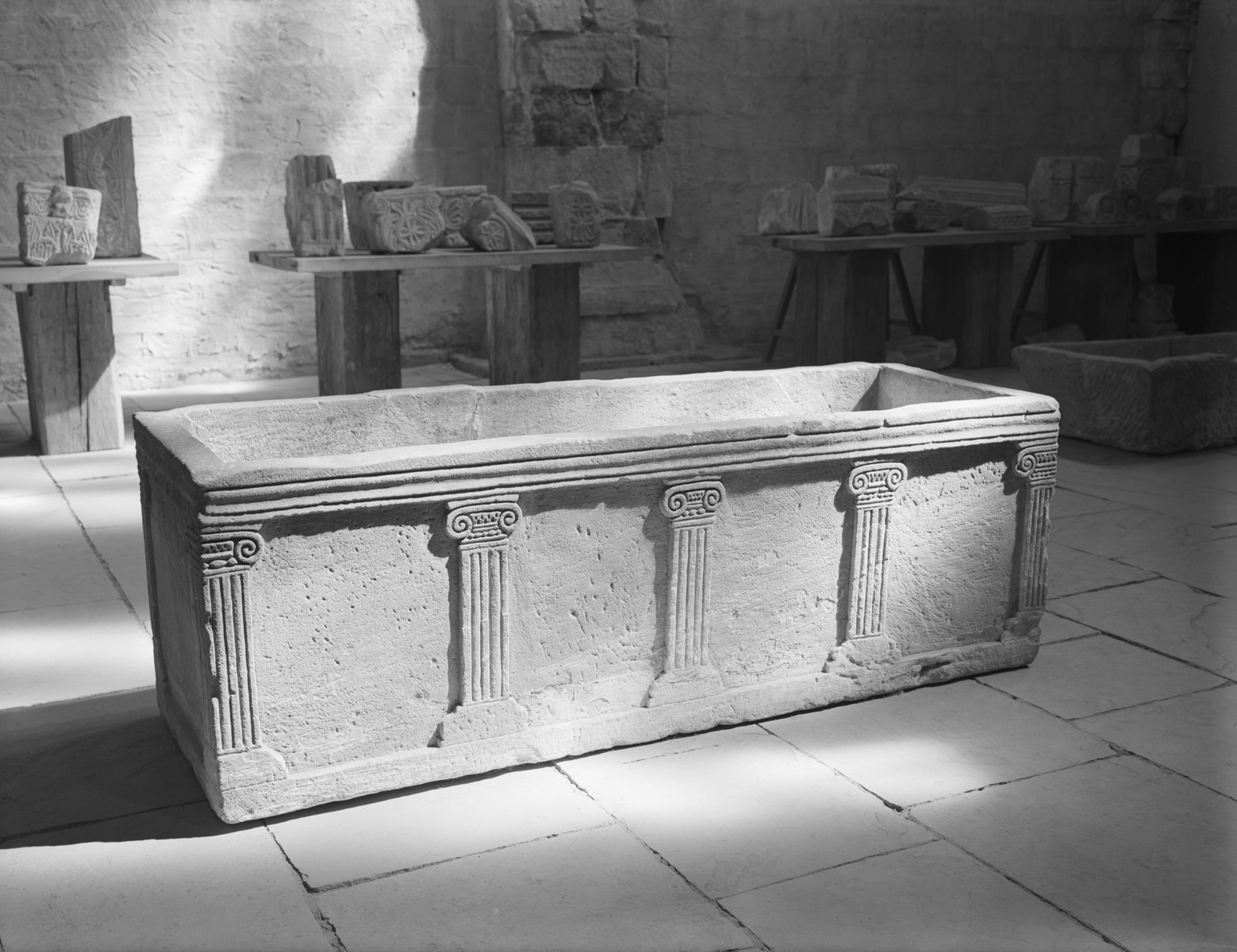
Mutmaßlicher Sarkophag Ludwig des Deutschen gefunden in Lorsch

## Maße und Beschreibung
Der Sarkophag ist 2,05 Meter lang, 0,73 Meter breit und 0,67 Meter hoch. Die Wandstärke des aus einem einzigen Sandsteinblock herausgehauenen Stückes beträgt durchlaufend 7 cm.
Der Sarkophag ist an den Längswänden mit jeweils 3 inneren Pilastern nach ionischer Ordnung zwischen Ober- und Unterkante verziert, an den Kanten nochmals die gleiche Verzierung, als Eckpilaster ausgeführt. Dass nach der ionischen Ordnung gearbeitet wurde, hat wichtige Bedeutung für die Zuschreibung des Sarkophages an Ludwig.

## Fund und frühere Bewertung
Der Prunksarkophag wurde im Jahr 1800 bei einer der damals weit verbreiteten Privatgrabungen zusammen mit weiteren vier oder acht Sarkophagen bzw. gemauerten Steinsärgen gefunden. Ausgräber war ein Oberforstmeister Baron von Hausen. Die ältere Literatur nahm an, dass in diesem Sarkophag Graf Kankor, der Gründer des Klosters Lorsch, bestattet worden sei. Auch andere Personen wurden genannt. Dieser Annahme wurde bereits im 19. Jahrhundert widersprochen. Kankor verstarb noch vor 776, die Entstehungszeit des Sarkophages ist über ein Jahrhundert später anzusetzen, nämlich um das Todesjahr Ludwigs 876. Es gibt keine nachvollziehbaren Gründe für die Annahme, dass der Graf in einem derart kostbaren Sarkophag über hundert Jahre nach seinem Tod ein zweites Mal in der karolingischen Königsgruft hätte beigesetzt werden sollen. Auch die erwogene Beisetzung von Äbten des Klosters Lorsch scheidet aus. Von den Grabungen Friedrich Behns in den 1920er Jahren ist bekannt, dass diese ausschließlich in gemauerten Särgen bestattet wurden, es ist kein Fall archäologisch erwiesen, in dem ein Abt in einem Sarkophag aus einem Werkstück beigesetzt worden wäre.

## Indizienlage und Neubewertung
Es gibt keine schriftlichen oder eindeutigen Beweise für die Bestattung Ludwigs in ebendiesem Sarkophag, aber dennoch einige Indizien, die die Inhaberschaft Ludwigs als höchstwahrscheinlich erscheinen lassen:
Behn hat durch seine Grabungen in Verbindung mit der Auswertung der Pläne von Hausens nachgewiesen, dass der Sarkophag auf dem Gebiet der ehemaligen Königsgruft, die zum Zeitpunkt des Todes Ludwigs noch nicht ganz fertiggestellt war, gefunden wurde. Ludwig wurde nach seinem Tod in Frankfurt am Main am 28. August 876 auf seinen ausdrücklichen Befehl hin nach Lorsch überführt und dort einen Tag später beigesetzt. Fundort und Bestattungsort stimmen überein.

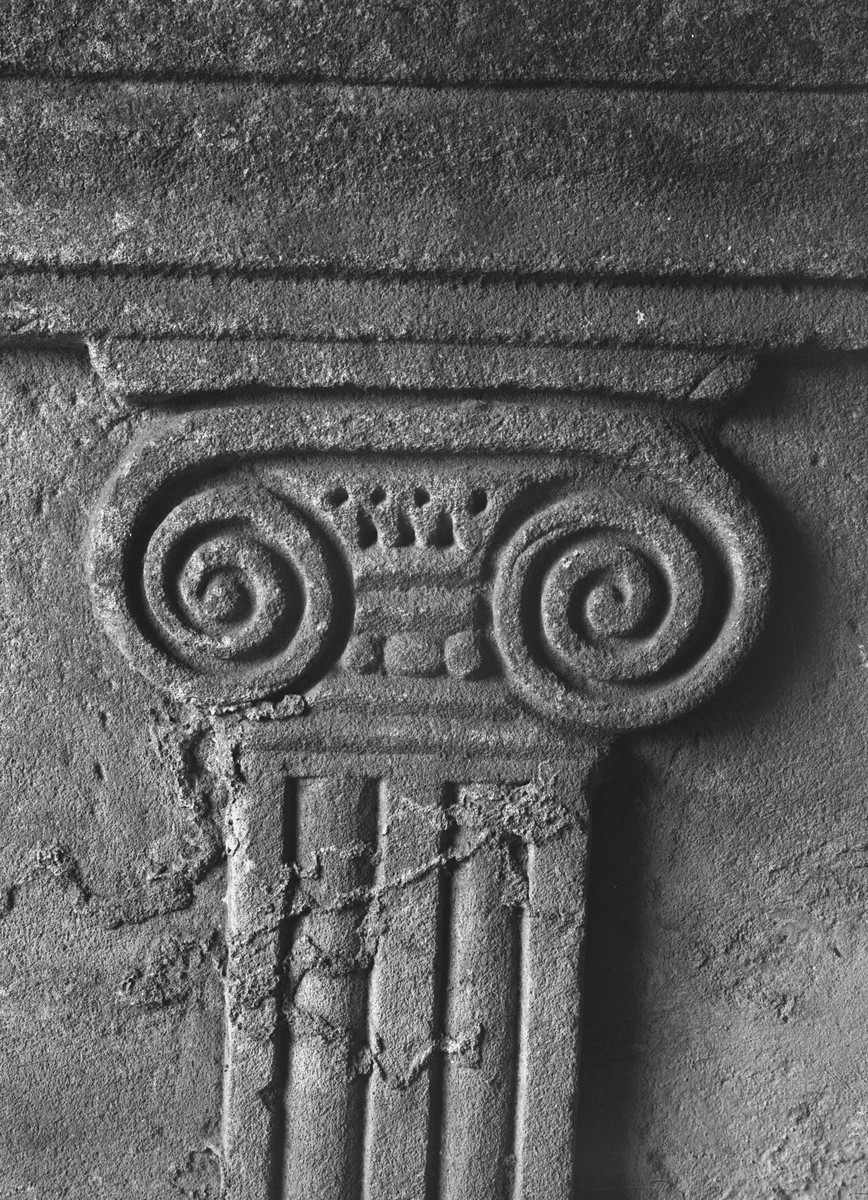
Mutmaßlicher Sarkophag Ludwig des Deutschen gefunden in Lorsch. Detail: Kannelierte Säule mit ionischem Kapitell

Wichtig ist die Bearbeitung des Sarkophages. Bei der Herausarbeitung der Pilaster und der Glättung der Flächen wurde ein spezielles Werkzeug benutzt, ein Steinbeil mit einer Bearbeitungsbreite von exakt 4 Zentimetern. Das passt genau zu den Werksteinen, die mit eben einem solchen bearbeitet und bei der Errichtung der Königshalle verwendet wurden. 
 Daneben ist noch auffällig, dass sowohl der Innenraum als auch die äußere Architektur des Obergeschosses der zuvor fertiggestellten Königshalle mit eben einem Muster der ionischen Ordnung geschmückt ist. Auch das würde zeitlich für eine Zuschreibung an Ludwig sprechen.
Nach den von Hausenschen Ausgrabungen wurden Augenzeugenberichte der Öffnung des Sarkophags unter der Lorscher Bevölkerung gesammelt. Sie berichten übereinstimmend, dass in diesem Sarkophag sich die Überreste eines Mannes befanden, der ein mit Goldborten eingefasstes Seidengewand trug, ferner Stiefel und Sporen. Das spricht für die karolingische Zeit jedenfalls für eine Person, deren Bedeutung diejenige etwa der Lorscher Äbte weit überstieg.
Wilfried Hartmann hat hingegen in seiner 2002 veröffentlichten Biographie und in einem 2004 von ihm herausgegebenen Sammelband die Zuschreibung des Sarkophages an den karolingischen König Ludwig den Deutschen erheblich vorsichtiger beurteilt.